# Wawrzyniec Marczyński
Wawrzyniec Marczyński (ur. 1778 w Kamieńcu Podolskim, zm. 1845 tamże) – ksiądz katolicki, historyk, geograf, nauczyciel.
Był kanonikiem katedry pw. śś. Piotra i Pawła w Kamieńcu, proboszczem w Czarnokozińcach, wykładał w powiatowym seminarium duchownym. Autor trzytomowej pracy "Statystyczne, topograficzne i historyczne opisanie Guberni Podolskiej", wydanej w Wilnie w latach 1820—1823.